# Doctor at Large
Doctor at Large is een Engelse komedieserie die op de Engelse televisie werd uitgezonden in 1971.

## Rolverdeling
| Acteur          | Personage             |
| --------------- | --------------------- |
| Barry Evans     | Dr. Michael Upton     |
| George Layton   | Dr. Paul Collier      |
| Geoffrey Davies | Dr. Dick Stuart-Clark |